# Vítač uprchlíků
Vítač uprchlíků je 2,7 metru vysoká, značně hmotná socha z roku 2021 vykovaná z železného plechu (s rezavým povrchem), jejímž autorem je sochař a malíř Jaroslav Róna. Umělecký objekt je umístěn ve veřejném prostoru v parku před barokním letohrádkem Portheimka v pražské čtvrti Smíchov.

## Podrobněji
Socha znázorňuje klečící postavu v nadživotní velikosti s rukama předpaženýma ve vítacím (a zároveň odmítavém) gestu. Záklon postavy a pozice dlaní naznačují, že se zobrazená postava snaží příchozí osoby spíše zastavit či odradit než uvítat. Socha je reakcí na uprchlíky z Afriky, kteří připlouvají do Evropy na ostrovy v Řecku a Itálii. Koncepčně dílo vychází z betonových vlnolamů ve tvaru hvězdic nebo kvádrů, které chrání mořská pobřeží od eroze způsobené mořskými vlnami. Myšlenkově je tato provokativní („varovná“) plastika vyjádřením autorovy kritiky postoje veřejnosti k uprchlíkům. Róna poukazuje ironicky na odmítavý postoj veřejnosti k běžencům přicházejícím z „neevropských kultur“ a „jiných civilizací“, kteří se v uprchlických vlnách dostávají (často po moři na gumových člunech) na jihoevropská pobřeží. Autor vysloveně uvádí, že socha není kritikou českého přístupu k Ukrajincům.